# نبرد تشولو

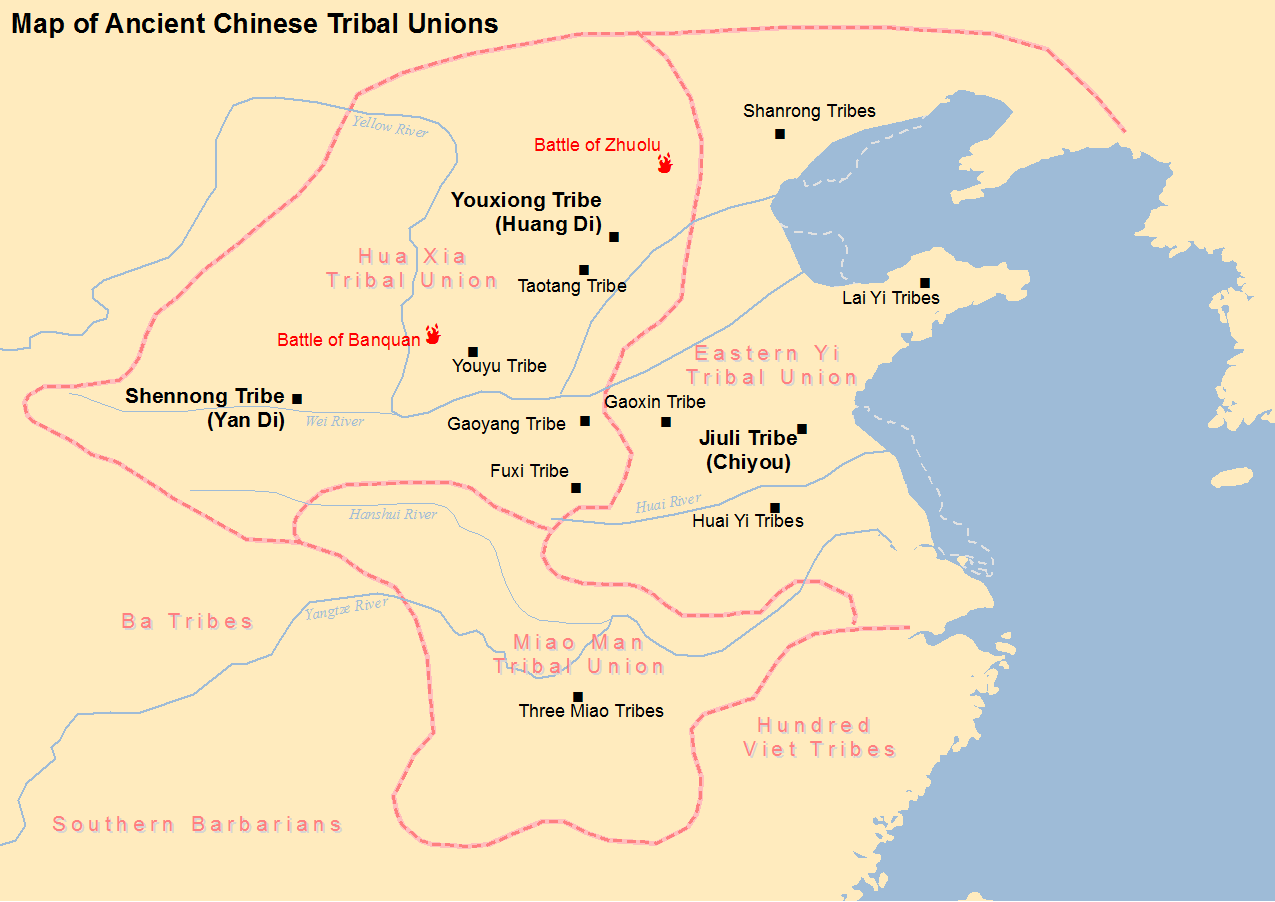
نقشه مناطق قبایل و اتحادیه قبیله ای چین باستان، شامل مناطق هوآنگ دی (سلطان زرد)، یان دی (سلطان شعله) و شیو

نبرد تشولو یا جنگ ژولو (به چینی سنتی: 涿鹿 之 战 یا به چینی ساده شده : 涿鹿 之 战) دومین جنگ بزرگ در تاریخ چین می‌باشد که شرح آن در کتاب ثبتیات مورخ بزرگ (معروف به شیجی) ثبت شده‌است. این جنگ [اسطوره‌ای] در قرن ۲۶ پیش از میلاد میان امپراتور زرد (هوانگ دی) و چی یو یا همان تشه یو درگرفت. محل وقوع نبرد ژولو را در حوالی مرز امروزی میان هبئی و لیائونینگ ارزیابی می‌کنند.
اعتبار و اهمیت این حماسه کهن چینی بیشتر در این است که پیروزی امپراتور زرد در این نبرد، اغلب به عنوان سرآغاز شکل‌گیری و ایجاد تمدن چین در نظر گرفته می‌شود.هر چند که باید توجه داشت که تقریباً همه چیز در مورد این نبرد، با توجه به مدت زمان درازی که از ظهور آن می‌گذرد، افسانه ای است .

## شرح
تشه یو به هوانگ تی (که در بعضی متون، از وی به عنوان سلطان زرد نام می‌برند و برخی دیگر او را حاکم برتر می‌خوانند)، حمله برد و او را تا دشت تشو-لو[=ژولو] که در هوپی[=هوبئی] واقع بود، تعقیب نمود و در آنجا کشتار بزرگی آغاز شد.
در سپاه هوانگ تی، خرس‌های خاکستری و سیاه، یوزپلنگ، ببر و سایر حیوانات درنده حاضر بودند، امّا سپاه تشه یو از اهریمنان تشکیل می‌شد. بر اساس روایتی دیگر، سپاه هوانگ تی در این جنگ عرابه در اختیار داشت و در عوض سپاه دشمن او(سپاه تشه یو)، تعداد زیادی سوارکار به همراه داشت.
تشه یو بوسیلهٔ جادو، مه غلیظی ایجاد کرد که سپاه هوانگ تی را در بر گرفت، امّا همین جریان سبب شد که هوانگ تی چاره‌ای بیندیشد و برای خروج از مه و جهتیابی، قطب نما را اختراع کند. هوانگ تی به افرادش فرمان داد تا در شیپورها طوری بدمند که صدای اژدها از آن‌ها خارج شود. ناگهان بر اثر صدای شیپورها، هیاهوی وحشتناک و جادوشکنی برپا شد که سپاه تشه یو را به فرار واداشت.
سپس هوانگ تی اژدهای بالدار را به یاری خواند و او آب‌ها را ذخیره کرد. امّا تشه یو، فرمانروای بادها و رب‌النوع باران را به میدان جنگ روانه کرد و آن‌ها اژدهای بالدار را شکست دادند. هوانگ تی به عنوان آخرین وسیلهٔ نجات، دوشیزه‌ای را که دختر او به‌شمار می‌آمد و پا نامیده می‌شد را، از آسمان فراخواند و پا، (که نامش به مفهوم خشکی می‌باشد)، در یک لحظه بر فرمانروایان باد و باران غلبه کرد و بدین ترتیب باد و باران را متوقف ساخت.
بدین ترتیب تشه یو مغلوب شد و پس از شکست، اعدام گردید. دربارهٔ نحوهٔ اعدام تشه یو روایاتی در دست است که بیان می‌کنند این اژدهای بالدار بود که مأموریت یافت سر تشه یو را قطع کند. پس از این که سر تشه یو قطع شد، وی با بدن بی سر، مسافتی دیگر هم دوید و آن گاه بر زمین افتاد. به همین دلیل هم هست که برای تشه یو، دو قبر در نظر گرفته‌اند [یکی محل جدا شدن سر او از بدنش و دیگری محلی که بدن بدون سر او بر زمین افتاد.]
امّا دوشیزه پا، بعد از پیروزی خود، بدلایلی ناشناخته هرگز نتوانست به آسمان باز گردد، پس در زمین ماند و همچنان به توسعهٔ خشکی‌ها ادامه داد.[چنانکه آمد، پا اصلاً به معنای خشکی است.] امّا بر اثر توسعهٔ بی رویهٔ خشکی‌ها، مردمان بسیاری از بین رفتند. پس هوانگ تی ناچار شد که پا را نیز به شمال و به آن سوی آب‌های سرخ تبعید کند. به جائی که او، بدون دردسر آرام گیرد.
به همین ترتیب، اژدها هم نتوانست بازگردد. او به زیر زمین رفت و باعث بروز دوره‌های خشکسالی گردید.

## بحث
این که پیروزی هوانگ تی در این نبرد جنبهٔ نظامی دارد یا آئینی؟ و اینکه این پیروزی به یک جنگ عمومی و همه گیر پاسخ می‌دهد یا به یک نبرد تن به تن یا حتی یک مراسم تشریفاتی یا یک بازی، مواردی هستند که به روشنی قابل ارزیابی نیستند، امّا آنچه جالب توجه و مهم است این است که به هر حال پیروزی به تنهایی کفایت نمی‌کند و این پیروزی با اعدام طرف مغلوب یا با یک تبعید کامل می‌شود و عنصر اصلی و نهایی در تمامی این روندها، آنطور که اسطوره‌شناس و چین‌شناس مشهور، گرانه می‌گوید، به قدرت رسیدن یک نظم جدید است.